# 伍德米爾 (佛羅里達州)
伍德米爾（英語：Woodmere）是位於美國佛羅里達州薩拉索塔縣的一個非建制地區。該地的面積和人口皆未知。

## 地理
伍德米爾的座標為27°01′14″N 82°23′26″W / 27.02056°N 82.39056°W，而該地的平均海拔高度為4米（即13英尺）。